# Ray Bourque
Raymond Jean „Ray“ Bourque (* 28. Dezember 1960 in Montréal, Québec) ist ein ehemaliger kanadischer Eishockeyspieler. Er bestritt zwischen 1979 und 2001 über 1600 Spiele in der National Hockey League und verzeichnete dabei über 1500 Scorerpunkte. Den Großteil seiner Laufbahn verbrachte er bei den Boston Bruins, bei denen er zahlreiche Franchise-Rekorde hält und die er über 15 Jahre lang als Kapitän anführte. Kurz vor dem Ende seiner aktiven Karriere wechselte er zur Colorado Avalanche und gewann dort mit seinem letzten NHL-Spiel den Stanley Cup. Mit der kanadischen Nationalmannschaft errang er zwei Goldmedaillen beim Canada Cup und nahm an den Olympischen Winterspielen 1998 teil.
Bourque gilt als einer der besten Abwehrspieler aller Zeiten, so sind seine 410 Tore, 1169 Vorlagen und 1579 Punkte bis heute auf seiner Position unerreicht. Zudem wurde er fünfmal mit der James Norris Memorial Trophy als bester Verteidiger der Liga geehrt, ebenso wie im Jahre 1980 mit der Calder Memorial Trophy als bester Rookie der NHL. 2004 wählte man ihn die Hockey Hall of Fame.

## Karriere
Raymond „Ray“ Bourque wurde im NHL Entry Draft 1979 an Position 8 von den Boston Bruins gezogen.
Zwischen 1979 und 2000 spielte Ray Bourque ununterbrochen für die Boston Bruins. In dieser Zeit gelang es ihm nicht mit seinem Team den Stanley Cup zu gewinnen. Im Hinblick auf das nahende Ende seiner Karriere bat Ray Bourque um einen Wechsel zu einer Mannschaft, die mehr Potential zum Gewinn der berühmten Trophäe hat. Die Eigentümer der Boston Bruins entsprachen seinem Wunsch und so wechselte Ray Bourque am 7. März 2000 zu den Colorado Avalanche. Im Jahr 2001 gelang es Ray Bourque – nach 22 Jahren – sich seinen größten Traum zu erfüllen und den Stanley-Cup zu gewinnen. Daraufhin beendete er am 26. Juni 2001 seine aktive Laufbahn als Spieler.
Am Ende seiner Karriere konnte er Rekorde für die meisten Tore (410), meisten Assists (1169) und meisten Punkte (1579) eines Abwehrspielers für sich in Anspruch nehmen.
Seine Rückennummer 77 wurde von den Boston Bruins und den Colorado Avalanche gesperrt. Seine Karriere hatte Bourque mit der Nummer 7 begonnen, jedoch wurde diese von den Boston Bruins für Phil Esposito zurückgezogen und so wechselte Bourque zur Nummer 77.
Er wurde 2004 in die Hockey Hall of Fame aufgenommen.

## Karrierestatistik

### International
| Vertrat Kanada bei: - Canada Cup 1981 - Canada Cup 1984 - Canada Cup 1987 - Olympischen Winterspielen 1998 | Vertrat die National Hockey League bei: - Rendez-vous ’87 |

(Legende zur Spielerstatistik: Sp oder GP = absolvierte Spiele; T oder G = erzielte Tore; V oder A = erzielte Assists; Pkt oder Pts = erzielte Scorerpunkte; SM oder PIM = erhaltene Strafminuten; +/− = Plus/Minus-Bilanz; PP = erzielte Überzahltore; SH = erzielte Unterzahltore; GW = erzielte Siegtore; 1 Play-downs/Relegation; Kursiv: Statistik nicht vollständig)

## Erfolge und Auszeichnungen
| - 1978 LHJMQ First All-Star Team - 1979 Trophée Émile Bouchard - 1979 Trophée Frank J. Selke (gemeinsam mit Jean-François Sauvé) - 1979 LHJMQ First All-Star Team - 1980 Calder Memorial Trophy - 1980 NHL First All-Star Team - 1981 Teilnahme am NHL All-Star Game - 1981 NHL Second All-Star Team - 1982 Teilnahme am NHL All-Star Game - 1982 NHL First All-Star Team - 1983 Teilnahme am NHL All-Star Game - 1983 NHL Second All-Star Team - 1984 Teilnahme am NHL All-Star Game - 1984 NHL First All-Star Team - 1985 Teilnahme am NHL All-Star Game - 1985 NHL First All-Star Team - 1986 Teilnahme am NHL All-Star Game - 1986 NHL Second All-Star Team - 1987 Teilnahme am Rendez-vous ’87 - 1987 James Norris Memorial Trophy - 1987 NHL First All-Star Team - 1988 Teilnahme am NHL All-Star Game - 1988 James Norris Memorial Trophy - 1988 NHL First All-Star Team - 1989 Teilnahme am NHL All-Star Game - 1989 NHL Second All-Star Team - 1990 Teilnahme am NHL All-Star Game | - 1990 James Norris Memorial Trophy - 1990 NHL First All-Star Team - 1991 Teilnahme am NHL All-Star Game - 1991 James Norris Memorial Trophy - 1991 NHL First All-Star Team - 1992 Teilnahme am NHL All-Star Game - 1992 King Clancy Memorial Trophy - 1992 NHL First All-Star Team - 1993 Teilnahme am NHL All-Star Game - 1993 NHL First All-Star Team - 1994 Teilnahme am NHL All-Star Game - 1994 James Norris Memorial Trophy - 1994 NHL First All-Star Team - 1995 NHL Second All-Star Team - 1996 Teilnahme am NHL All-Star Game - 1996 Most Valuable Player des NHL All-Star Game - 1996 NHL First All-Star Team - 1997 Teilnahme am NHL All-Star Game - 1998 Teilnahme am NHL All-Star Game - 1999 Teilnahme am NHL All-Star Game - 1999 NHL Second All-Star Team - 2000 Teilnahme am NHL All-Star Game - 2001 Teilnahme am NHL All-Star Game - 2001 Stanley-Cup-Gewinn mit der Colorado Avalanche - 2001 NHL First All-Star Team - 2003 Lester Patrick Trophy |

### International
- 1981 Silbermedaille beim Canada Cup
- 1984 Goldmedaille beim Canada Cup
- 1987 Goldmedaille beim Canada Cup

### Sonstige
- 2002 Aufnahme in den Temple de la Renommée de la LHJMQ
- 2004 Aufnahme in die Hockey Hall of Fame
- 2011 Aufnahme in die Hall of Fame des kanadischen Sports

## Rekorde
- 410 Tore als Verteidiger
- 1.169 Assists als Verteidiger
- 1.579 Punkte als Verteidiger
- 17 Sekunden bis zum ersten Tor in einem Drittel im All-Star Game (1999; 2. Drittel)
- 21 Saisons in den Playoffs
- 13-mal ins First NHL All-Star Team gewählt
- 19-mal als Verteidiger ins First oder Second All-Star Team gewählt
- 6-mal als Verteidiger ins Second All-Star Team gewählt; gemeinsam mit Babe Siebert
- 19 Teilnahmen als Verteidiger im NHL All-Star Game
- 13 Assists als Verteidiger in NHL All-Star Games
- 4 Assists als Verteidiger in einem All-Star Game (1985)